# Municipio 3 di Milano
Municipio 3 di Milano is een van de negen stadsdelen of zones van de Italiaanse stad Milaan. Municipio 3, ook aangeduid als Porta Venezia, Città Studi, Lambrate ligt in het noordoosten van de stad. In de zone van 14,23 km² leefden eind 2019 144.544 inwoners.
In het stadsdeel Municipio 3 zijn de volgende wijken of quartieri: Cimiano, Rottole-Quartiere Feltre, Buenos Aires-Porta Venezia-Porta Monforte, Città Studi, Lambrate-Ortica, Loreto en Parco Forlanini-Cavriano.
Municipio 3 huisvest de Politecnico di Milano en meerdere technische en biomedische faculteiten van de 
Università Statale di Milano. Ook de bekende winkelstraat Corso Buenos Aires ligt in het westen van het stadsdeel. De 1,6 km lange straat loopt van de Porta Venezia in het zuidwesten tot de Piazzale Loreto in het noordoosten. En ook het station Milano Lambrate ligt centraal in het stadsdeel. Het station is het op twee na grootste spoorwegstation van de stad (na station Milano Centrale en Milano Porta Garibaldi).